# Zo is er maar één - De cup
Zo is er maar één - De cup is een tv-programma van Ketnet.
Het is de kinderversie van Zo is er maar één op één. De eerste editie, uitgezonden in het voorjaar van 2008, werd gewonnen door Pjotr Wolfs. De tweede editie werd gewonnen door Thomas Cerpentier, in de finale haalde hij het van Manou Maerten.

## Presentatie
De presentatie was in handen van Kobe Van Herwegen en zijn assistente Aurore gespeeld door Britt Van Der Borght.
Bij het begin van het programma startte Aurore altijd met het woord 'Allokes', eindigen doet ze met 'Check It Out'. Kobe Van Herwegen eindigde altijd met 'Hasta La Vista en tot de volgende'.

## Jury
De vaste jury bestond in zowel reeks 1 als 2 uit Miguel Wiels en Evy Gruyaert. Zij werden elke week bijgestaan door een gastjurylid.
Onder de gastjuryleden in reeks 1 waren Regi Penxten van Milk Inc., Jeroen van der Boom, Jelle Cleymans, Free Souffriau, Brahim Attaeb en Katja Retsin.
De gastjuryleden in reeks 2 waren Stan Van Samang, Sandrine Van Handenhoven, Belle Pérez, Gene Thomas, Kate Ryan en Wim Soutaer.
Voor de finaleweek was Pjotr Wolfs de voorzitter van de Ketnetjury.

## Spelregels en systeem
Gedurende zes weken worden uit 13 kandidaten van de reeks de finalisten geselecteerd. Van maandag tot donderdag strijden er telkens twee kandidaten tegen elkaar.
Diegene die de meeste punten toegekend krijgt van de jury gaat door naar de weekfinale. Bij een gelijkspel beslissen de punten van de juryvoorzitter. In die weekfinale treden alle vier de winnaars van die week op. De kandidaat die volgens de jury het beste optreden van de week bracht mag door naar de finaleweek. De overgebleven 7 kandidaten gaan, samen met een nieuw toegevoegde kandidaat, naar de volgende week, waarin de procedure zich herhaalt.
In die finaleweek zijn er nog zes kandidaten. Met twee kwartfinales (waar 2 van de 3 deelnemers door mogen) en twee halve finales (waar 1 van de 2 deelnemers door mag) worden de twee kanshebbers op de eindoverwinning bepaald. De jury bestaat in de finaleweek naast de 2 vaste juryleden uit de Ketnetjury, een groep van 10 kinderen.

## Finalisten

### Finaleweek reeks 1
- Kwartfinales 1: Pjotr Wolfs, Coen Veenendaal en Melissa Sel tegen elkaar. Pjotr Wolfs en Melissa Sel gaan door.
- Kwartfinales 2: Toon Smet, Dieneke Van Gerrewey en Lotte Lauwers. Toon Smet en Dieneke Van Gerrewey gaan door.
- Halve Finales 1: Toon Smet tegen Melissa Sel. Toon Smet gaat door.
- Halve Finales 2: Pjotr Wolfs tegen Dieneke Van Gerrewey. Pjotr Wolfs gaat door.
- Finale: Pjotr Wolfs tegen Toon Smet. Pjotr Wolfs wint.

### Finalisten reeks 2
- Week 1: Thomas Cerpentier plaatst zich voor de finaleweek met het lied Hier Bij Jou van Clouseau.
- Week 2: Guust Vandenbussche plaatst zich voor de finaleweek met het lied Ik Mis Je Zo van Will Tura.
- Week 3: Manou Maerten plaatst zich voor de finaleweek met het lied Voor Haar van Gene Thomas.
- Week 4: Anouk Mampuya plaatst zich voor de finaleweek met het lied Chachacha van Raymond van het Groenewoud.
- Week 5: Susan Tonnard plaatst zich voor de finaleweek met het lied Mooie Dagen van Johan Verminnen.
- Week 6: Evelyn De Bels plaatst zich voor de finaleweek met het lied Anne van Clouseau.
- Kwartfinales 1: Thomas Cerpentier, Guust Vandenbussche en Manou Maerten tegen elkaar. Thomas Cerpentier en Manou Maerten gaan door.
- Kwartfinales 2: Anouk Mampuya, Susan Tonnard en Evelyn De Bels tegen elkaar. Anouk Mampuya en Susan Tonnard gaan door.
- Halve finale 1: Manou Maerten tegen Susan Tonnard. Manou Maerten gaat door.
- Halve finale 2: Thomas Cerpentier tegen Anouk Mampuya. Thomas Cerpentier gaat door.
- Finale: Thomas Cerpentier tegen Manou Maerten. Thomas Cerpentier wint.

## Liedjes

### De liedjes van reeks 1
Het winnende liedje van reeks 1 was Meisjes van Raymond Van het Groenewoud. Op twee eindigde Vanbinnen van Closeau.
- Anne, Vanbinnen en Vonken en vuur van Clouseau
- Ik wil je van De Kreuners
- Kvraagetaaan van Fixkes
- Mia  van Gorki
- Jij bent zo van Jeroen van der Boom
- Dromen zijn bedrog van Marco Borsato
- Ik hou van u van Noordkaap
- Kom van dat dak af van Peter Koelewijn
- Meisjes van Raymond van het Groenewoud
- Met de trein naar Oostende en Te min voor Anja van Spring
- Iedereen is van de wereld van The Scene
- Anders van Trust
- Allemaal van Wim Soutaer
- De vriendschapsband van X!NK

### De songs van reeks 2
- En Dans en Hier Bij Jou van Clouseau
- Ik Voel Me Zo verdomd alleen van Danny de Munk
- Voor Haar van Gene Thomas
- Lieve Kleine Piranha van Gorki
- Jennifer Jennings van Louis Neefs
- Het is een nacht van Guus Meeuwis
- Opzij van Herman van Veen
- De stem van mijn hart van Thomas Berge & Tess Gaerthé (High School Musical 2)
- Laat me nu toch niet alleen en Mooie dagen van Johan Verminnen
- Alle kleuren van K3
- Rood van Marco Borsato
- Toby, Toby van Mega Mindy
- Arme Joe en Ik mis je zo van Will Tura
- 't Is altijd lente in de ogen van de tandartsassistente van Peter de Koning
- Chachacha van Raymond van het Groenewoud
- Suzanne van VOF de Kunst